# Friedrich Kossmann
Friedrich Karl Heinrich Kossmann (Den Haag, 10 maart 1893 - Rotterdam, 31 maart 1968) was een Nederlands letterkundige en bibliothecaris. 
Kossmann was de zoon van Hedwig Kliver en professor Ernst Ferdinand Kossmann. Hij bezocht het Gymnasium Haganum in Den Haag, waar zijn vader leraar Duits was. Daarna studeerde hij Nederlandse Letterkunde aan de Rijksuniversiteit te Leiden, waar hij in 1922 cum laude promoveerde op het proefschrift Nederlandsch Versrythme. De versbouwtheorieën in Nederland en de rythmische grondslag van het Nederlandsche vers. Drie jaar eerder was Kossmann benoemd tot wetenschappelijk ambtenaar aan de universiteitsbibliotheek te Leiden. Op 1 december 1923 werd hij benoemd tot adjunct-bibliothecaris van de bibliotheek en leeszalen van de gemeente Rotterdam. Elf jaar later zou hij Willem De Vreese opvolgen als bibliothecaris van diezelfde instelling.
Kossmann vervulde verschillende bestuursfuncties binnen het Nederlands bibliotheekwezen. Daarnaast was hij actief als wetenschapper en publicist. Hij was medehoofdredacteur van de delen VI tot en met X van het Nieuw Nederlandsch Biografisch Woordenboek dat tussen 1910 en 1937 in elf delen verscheen. Daarnaast schreef hij verschillende wetenschappelijke verhandelingen, voornamelijk over Nederlandse literatuur. Hij was jarenlang voorzitter van het Historisch Genootschap 'Roterodamum'. 
Naast zijn werkzaamheden voor bibliotheek en wetenschap, was Kossmann een verdienstelijk musicus en componist. Sinds zijn studententijd zong hij als tenor in verschillende koren en later trad hij ook op als dirigent. Ook componeerde hij vanaf zijn zeventiende tot zijn dood stukken, die evenwel niet buiten de directe familie- en vriendenkring bekendheid konden genieten. 
Kossmann had drie zonen, waarvan de oudste twee, de tweeling Alfred en Ernst, later bekend werden als respectievelijk schrijver en historicus.